# 瓦納卡 (紐約州)
瓦納卡（英語：Wanakah）是位於美國紐約州伊利縣的普查規定居民點。

## 人口
根據2020年美國人口普查的數據，瓦納卡的面積為3.12平方千米，皆為陸地。當地共有人口3137人，而人口密度為每平方千米1,005.45人。